# Fodbold (dokumentarfilm)
Fodbold er en dansk dokumentarisk optagelse fra 1915.

## Handling
Optagelser fra fodboldkampen mellem Kjøbenhavns Boldklub (KB) og Østerbros Boldklub (ØB) i Københavns Idrætspark den 1. december 1915. Dommeren hedder Westergård. Tilskuerne er mødt talstærkt frem til opgøret.